# Hanoch Levin
Hanoch Levin (geboren 18. Dezember 1943 in Tel Aviv, Völkerbundsmandat für Palästina; gestorben 18. August 1999 in Tel Aviv, Israel) war ein israelischer Schriftsteller und einer der führenden israelischen Dramatiker und Regisseure.

## Leben
Hanoch Levin studierte in Tel Aviv Philosophie und Literatur. Danach war er zuerst dichterisch tätig, wechselte aber bald das Genre und widmete sich der Dramaturgie. Für das Cameri-Theater schrieb Levin viele Schauspiele. Darüber hinaus komponierte er Lieder. Sein Stück Königin des Badezimmers, in dem er nach dem Sechstagekrieg kritisierte, dass sich in Israel eine neue nationalistische Überheblichkeit breit machte, sorgte im April 1970 für einen größeren Theaterskandal und wurde aufgrund massiven Drucks von Seiten der Öffentlichkeit sowie der Regierung abgesetzt.
Er war zweimal verheiratet und hatte vier Kinder. Er starb im Alter von 55 Jahren an Prostatakrebs.

## Auszeichnungen
- Bialik-Preis 1994

## Werke (Auswahl)
- Die Königin des Badezimmers
- Mord. Aus dem Hebräischen von Matthias Naumann. Deutschsprachige Erstaufführung am 6. März 2015 am Schauspiel Stuttgart. Regie: Wojtek Klemm, Choreographie: Efrat Stempler.